# TSV Reichenberg/Boxdorf
Der TSV Reichenberg/Boxdorf e.V. ist ein deutscher Sportverein mit Sitz in der sächsischen Gemeinde Moritzburg im Landkreis Meißen. Namensgebend sind hier die beiden Ortsteile Reichenberg und Boxdorf im Süden der Gemeinde.

## Geschichte der Fußball-Abteilung

### Gründung bis Wende
Der Verein wurde im Jahr 1921 gegründet. Eine Fußball-Abteilung gibt es seit dem Jahr 1925. Nach 1945 gab es eine Neugründung als SG Reichenberg bzw. SG Reichenberg-Boxdorf. So nahm man in der Saison 1948/49 auch an der Landesmeisterschaft Sachsen teil, in welcher man in die Staffel 1 des Bezirks Dresden eingeordnet wurde. Mit 13:23 Punkten platzierte man sich hier auf dem achten Platz. Somit verblieb man zur nächsten Spielzeit in der Bezirksliga. Spätestens in der Spielzeit 1952/53 war die Mannschaft hier aber auch schon nicht mehr vertreten. Nach dieser Zeit sind nicht wirklich Informationen über die Spielklassenzugehörigkeit bekannt.

### Heutige Zeit
Nach der Wende nannte sich der Verein TSV Reichenberg/Boxdorf. In der Saison 2003/04 spielte man in der Bezirksklasse Dresden und erreichte hier mit 23 Punkten jedoch nur den 14. Platz, was den Abstieg nach dieser Spielzeit bedeutete. Nun in der Kreisliga Meißen angekommen, setzt man sich gleich in den oberen Plätzen fest und konnte schließlich nach Saisonende 2006/07 mit 58 Punkten als Meister auch wieder aufsteigen. Zurück in der Bezirksklasse konnte der Aufschwung durch den Wiederaufstieg jedoch nicht mitgenommen werden und so ging es mit lediglich neun Punkten nach dem Ende der Spielzeit direkt wieder runter. Wieder zurück in der Kreisliga blieb man erneut im oberen Teil der Tabelle. Nach der Spielzeit 2009/10 wurde diese zur Stadtliga Dresden A und in den meisten Fällen konnte die Mannschaft diese obere Tabellenhälfte auch halten. Nach der Spielzeit 2016/17 jedoch reichte es mit überraschend wenigen zwölf Punkten nicht für den Klassenerhalt und man musste erstmals wieder absteigen. In der Stadtliga B reichte es in der ersten Saison erst einmal auch nur für den fünften Tabellenplatz. Mit 60 Punkten reichte es schließlich für den zweiten Platz, was zum Wiederaufstieg berechtigte. Nach der Saison 2020/21, welche aufgrund der COVID-19-Pandemie frühzeitig abgebrochen wurde, gelang es dem Verein sich mit 17 Punkten nach sieben gespielten Partien auf dem zweiten Platz zu positionieren. Dies hätte zum Aufstieg gereicht, jedoch verblieb man in der Liga. So spielte die Mannschaft hier auch noch bis heute.